# 一緒に遭難したいひと
『一緒に遭難したいひと』（いっしょにそうなんしたいひと）は、1990年に西村しのぶが「Romantic Hi」にて連載を開始した漫画作品。

## 概要
神戸を舞台に極貧のフリーライターのキリエ、従姉妹でバニーガールの絵衣子とキリエの恋人で公務員のマキオの毎日が描かれる。